# ミード郡 (ケンタッキー州)
ミード郡（英: Meade County）は、アメリカ合衆国ケンタッキー州の中央部北西に位置する郡である。2010年国勢調査での人口は28,602人であり、2000年の26,349人から8.6%増加した。郡庁所在地はブランデンバーグ市（人口2,643人）であり、同郡で人口最大の都市でもある。
ミード郡はエリザベスタウン・フォートノックス大都市圏に属している。より広域的には、ルイビル・ジェファーソン郡・エリザベスタウン・バーズタウン広域都市圏に属している。郡名は米英戦争のフレンチタウンの戦いで戦死した第17歩兵連隊のジェイムズ・ミード大尉に因んで名付けられた。北側郡境かつ州境は56マイル (90 km) にわたってオハイオ川に面している。

## 地理
アメリカ合衆国国勢調査局に拠れば、郡域全面積は324.22平方マイル (839.7 km2)であり、このうち陸地308.51平方マイル (799.0 km2)、水域は15.71平方マイル (40.7 km2)で水域率は4.85%である。

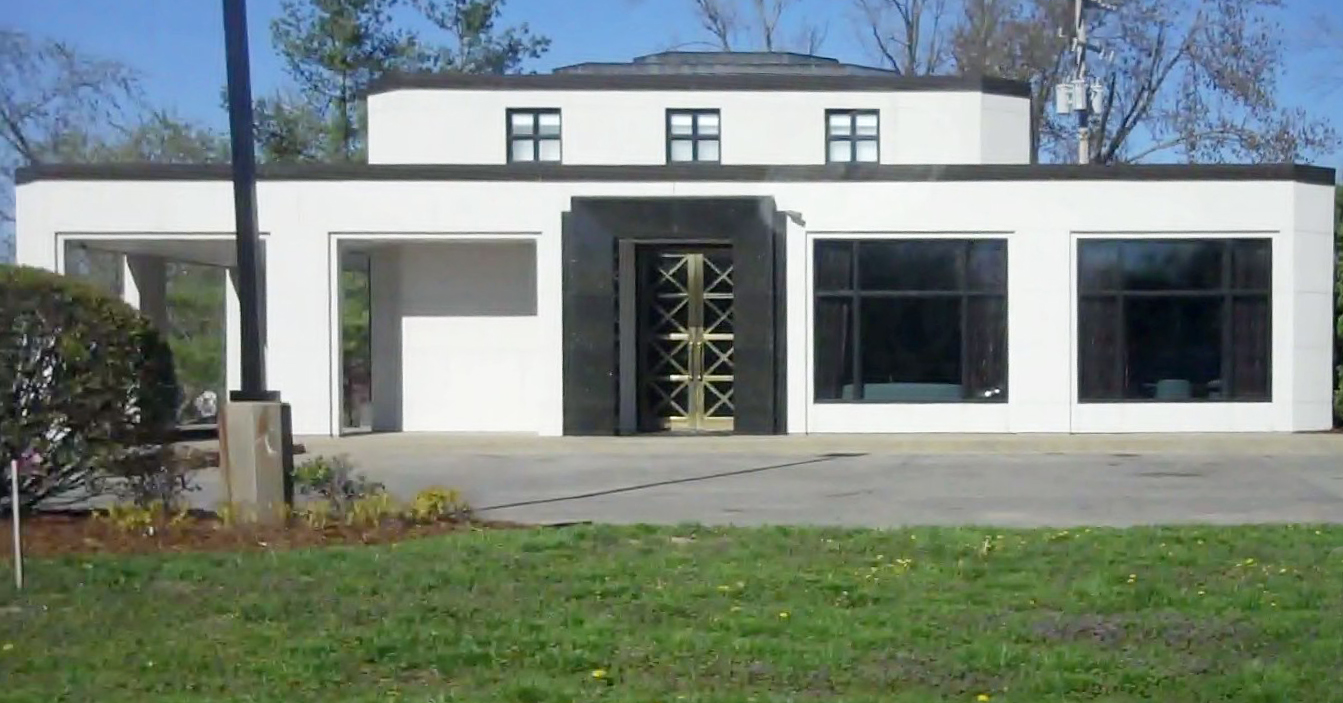
マルドローにあるミード郡銀行、フォートノックにある連邦金地金貯蔵所の外観に類似している

### アウトドアの見どころ
- ドーラン・イン
- オッター・クリーク・アウトドア・レクリエーション地域

### 交通
地域計画集団であるワンノックスが、フォートノックスの再開発から来る成長を支援するために必要とされる大規模な道路開発計画を検討している。これにはミード郡とブランデンバーグに入るケンタッキー州道313号線とアメリカ国道60号線を延伸し、アメリカ国道31号線西に並行するラドクリフとエリザベスタウンの間の回廊を創設し、フォートノックスのブリオン・ブールバードからラドクリフのケンタッキー州道313号線まで新しい延伸道路を建設するものである。ワンノックスは、ブランデンバーグまでのケンタッキー州道313号線計画のために通行権買収で3,000万ドル近くが掛かると推計している。フォートノックスの再開発は数千人規模の就職機会をもたらすと考えられ、地域経済に及ぼす影響が大きい。
- アメリカ国道60号線
- アメリカ国道31号線西（ディキシー・ハイウェイ）

- オハイオ川に架かるマシュー・E・ウェルシュ橋がミード郡とインディアナ州ハリソン郡を結んでいる。
- ケンタッキー州道1638号線がブランデンバーグとマルドローのディキシー・ハイウェイを繋ぎ、ルイビル市に通じている。

### 隣接する郡
- ハーディン郡 - 南東
- ブレッキンリッジ郡 - 南西
- ハリソン郡 (インディアナ州) - 北東、オハイオ川の対岸
- ペリー郡 (インディアナ州) - 北西、オハイオ川の対岸
- クロウフォード郡 (インディアナ州) - 北、オハイオ川の対岸

## 人口動態
以下は2000年国勢調査による人口統計データである。
| 基礎データ - 人口: 26,349人 - 世帯数: 9,470 世帯 - 家族数: 7,396 家族 - 人口密度: 33人/km2（85人/mi2） - 住居数: 10,293軒 - 住居密度: 13軒/km2（33軒/mi2） 人種別人口構成 - 白人: 92.37% - アフリカン・アメリカン: 4.13% - ネイティブ・アメリカン: 0.59% - アジア人: 0.53% - 太平洋諸島系: 0.13% - その他の人種: 0.83% - 混血: 1.43% - ヒスパニック・ラテン系: 2.15% 年齢別人口構成 - 18歳未満: 29.8% - 18-24歳: 9.1% - 25-44歳: 32.7% - 45-64歳: 20.3% - 65歳以上: 8.1% - 年齢の中央値: 32歳 - 性比（女性100人あたり男性の人口） - 総人口: 100.4 - 18歳以上: 98.3 | 世帯と家族（対世帯数） - 18歳未満の子供がいる: 42.2% - 結婚・同居している夫婦: 64.1% - 未婚・離婚・死別女性が世帯主: 9.7% - 非家族世帯: 21.9% - 単身世帯: 18.4% - 65歳以上の老人1人暮らし: 6.5% - 平均構成人数 - 世帯: 2.77人 - 家族: 3.15人 収入と家計 - 収入の中央値 - 世帯: 36,966米ドル - 家族: 40,592米ドル - 性別 - 男性: 30,835米ドル - 女性: 22,038米ドル - 人口1人あたり収入: 16,000米ドル - 貧困線以下 - 対人口: 11.3% - 対家族数: 9.3% - 18歳未満: 13.8% - 65歳以上: 12.3% |

## 都市と町
| - ブランデンバーグ - 郡庁所在地 - バトルタウン - エクロン - フラハーティ - フォートノックス、軍事基地（一部はハーディン郡内） | - ガストン - マルドロー（小部分がハーディン郡内） - ペインビル - ローデリア |